# 许又声
许又声（1957年8月—），男，汉族，福建闽清人，中华人民共和国政治人物。厦门大学中文系汉语言文学专业毕业，大学本科学历。中国共产党第十九届中央委员会委员。

## 生平
1975年7月参加工作，1985年11月加入中国共产党。
历任国务院侨办秘书局干部、调研室副主任，政策研究室副处级调研员、正处级调研员、副主任，经济科技司司长，国外司司长等职，期间曾短暂挂职广东省江门市副市长。2001年3月，任国务院侨办副主任、党组成员。
2012年5月，任中共湖南省委常委，6月兼任省委宣传部部长，9月兼任省社科联主席。2015年8月，任中共湖南省委常委、省委秘书长、省直机关工委书记。2016年11月，不再担任中共湖南省委常委，任湖南省人大常委会党组副书记。2017年1月，当选为省人大常委会副主任。
2017年4月，出任国务院侨办党组书记、副主任（正部级）。2018年3月，出任中共中央统战部副部长并兼任国务院侨务办公室主任。
2020年10月，不再担任国侨办主任职务。
2022年8月24日，被增补为第十三届全国政协委员、全国政协港澳台侨委员会副主任。
2023年4月，擔任中央學習貫徹習近平新時代中國特色社會主義思想主題教育領導小組中央第二十二指导组组长，負責指導中央政法委員會、公安部、最高人民法院、最高人民檢察院工作。
2025年5月26日，担任中央第三轮第四批中央生态环境保护督察工作领导小组第六组组长，負責督察中国华能。